# Roland Janes
Roland Janes (* 20. August 1933 in Brookings, Arkansas; † 18. Oktober 2013 in Memphis, Tennessee) war ab 1956 einer der Sessionmusiker bei Sun Records und mitverantwortlich für die Entwicklung des „Sun-Sounds“ bei Rockabilly-Aufnahmen.

## Leben

### Kindheit und Jugend
Roland Janes war eines von sieben Kindern, die im Nordwesten von Arkansas aufwuchsen. Seine Eltern und Geschwister spielten Instrumente, sein Onkel war Mitglied der Country-Band Pop & The Midnight Ramblers, in der Roland Janes zeitweilig mitspielen durfte. Im Jahre 1942 zog er mit seiner inzwischen geschiedenen Mutter nach St. Louis um. Ab 1946 lernte er Mandoline, Les Paul wurde mit seiner Gibson-Gitarre zu einem seiner musikalischen Vorbilder. Im Jahre 1953 kam er durch das U. S. Marine Corps nach Memphis, wo er in seiner Freizeit auf Gitarre umstieg.

### Anfänge
Nach seiner Entlassung spielte er in Memphis für die Swing Band des Pianisten Doc McQueen im Hideaway Club. Hier kam er auch in Kontakt zu Jack Clement, der gerade plante, in Memphis mit Fernwood Records ein eigenes Plattenlabel zu gründen. Noch vor Gründung nahm das Plattenlabel Billy Lee Riley mit seiner Begleitband, den späteren Little Green Men, unter Vertrag, welcher aber bereits Anfang 1956 von Sun Records übernommen wurde. Zu Rileys Begleitband gehörten auch Roland Janes und Jimmy Van Eaton, daneben auch Marvin Pepper und Jimmy Wilson. Anfang 1956 spielte Buzz Busby im Fernwood Studio den Titel Rock’n’Roll Fever ein, auf dem Roland Janes erstmals als Sessionmusiker Leadgitarre spielte (neben Ronald „Slim“ Wallace am Bass und Johnny Bernero am Schlagzeug).

### Sessionmusiker bei Sun Records
Im März 1956 spielt er bei Billy Lee Rileys Aufnahmen zu Think Before You Go / Trouble Bound, die noch beim Radiosender WMPS in Memphis abgemischt und in der Garage von Slim Wallace aufgenommen worden waren. Mit dem Demonstrationsband ging Jack Clement dann zu Sam Phillips von Sun Records, der hiervon ein Mastertape erstellen sollte. Der war insbesondere von Trouble Bound überzeugt, und Riley bekam am 15. Juni 1956 einen Plattenvertrag bei Sun Records; Janes wurde zeitgleich als Sessiongitarrist angeheuert. Im Mai 1956 wurde Trouble Bound / Rock With Me Baby, noch mit den Fernwood-Matrizennummern, als Sun #245 veröffentlicht. Rock with Me Baby war der erste Titel für Roland Janes, den er als Sessiongitarrist im April 1956 im Sun Studio aufgenommen hatte.
Zwischen 1956 und 1960 spielte er als regulärer Sessionmusiker bei über 150 Aufnahmen und bei fast allen Studioaufnahmen von Jerry Lee Lewis im Sun-Studio mit. Seine klare und oft melodietragende Gitarrenarbeit prägte neben der aufnahmetechnischen Komponente den „Sun-Sound“. Am 5. Juni 1957 durfte Janes sogar als Tontechniker die Aufnahmen zu Two Young Fools in Love / I'm Getting Better All the Time für Barbara Pittman überwachen, wobei er jedoch zu Jack Clements Ärger vergaß, die Echofunktion anzustellen; die Titel wurden ohne Echo veröffentlicht. Seine eigene Roland Janes-Band (mit Billy Lee Riley an der zweiten Gitarre und Eddie Cash als Sänger) nahm am 11. Februar 1959 fünf Songs auf (Hey Good Lookin‘, Little Bitty Pretty Girl, Rolando, Roland’s Blues und Uncle Sam Rock), die jedoch erst 1987 veröffentlicht wurden. Am 25. Februar 1959 spielte er für Charlie Rich bei den Titeln Rebound / Big Man mit. Seine Gitarrenarbeit steht im Vordergrund der Instrumentaltitel Patriotic Guitar und Guitarville vom Mai 1959, veröffentlicht beim kleinen Label Judd Records (#1012). Am 14. Oktober 1959 fand für Roland Janes seine letzte Session statt, auf der er den späteren Country-Star Charlie Rich bei den Songs Lonely Weekends / Everything I Do Is Wrong begleitete. Ende 1959 verließ Roland Janes zusammen mit seinem langjährigen Partner Billy Lee Riley das Label Sun Records.
In den Jahren zwischen 1956 und 1960 spielte Janes auf Aufnahmen von Billy Lee Riley, Jerry Lee Lewis, Hayden Thompson (6. September 1957: Fairlane Rock / Blues, Blues Blues; Sun #605), Ed Bruce, Ray Scott, Jimmy Pritchett, Luke McDaniel (6. Januar 1957: High, High, High; Sun #620) und vielen weiteren Lead-Gitarre, womit er neben Jimmy Van Eaton als Suns wichtigster Studiomusiker hervorging. Er war damit maßgeblich am „Sun-Sound“ beteiligt.

### Weggang von Sun
Im Januar 1960 gründete er mit Riley sein eigenes Plattenlabel Rita Records, das mit Harold Dormans Mountain of Love (Rita #1003; Februar 1960) einen einzigen Hit hatte. Als Rita pleiteging, gegründete er 1962 die Sonic Studios, die im Jahre 1974 wieder geschlossen wurden. Hier entstand Jerry Jayes Instrumentalhit My Girl Josephine (April 1967). 1977 wurde Janes Tontechniker und Produzent der Sounds of Memphis Recording Studios, bevor er ab 1982 wieder für Sam Phillips arbeitete.
Roland Janes Gitarrentechnik war beinahe chirurgisch präzise und von geradezu kinetischer Energie gekennzeichnet und komplettierte somit die musikalische Energie, die dem Sun-Sound entsprang. Sam Phillips hatte einen Gitarristen gefunden, der seine eigene Persönlichkeit und Virtuosität den Erfordernissen einer Musiksession unterordnen konnte.